# Malles Venosta
Malles Venosta (en alemán Mals o Mals im Vinschgau) es un municipio italiano de 4.839 habitantes del alto Val Venosta en la provincia autónoma de Bolzano. El municipio está subdividido administrativamente en 10 fracciones cada una con administración propia. Entre los valles laterales pertenecientes al municipio de Malles Venosta se encuentran Val di Mazia (río Saldura), Valle di Planol (río Puni) y Valle Slingia (río Melz).

## Historia
Durante la Segunda Guerra Mundial, el 9 de septiembre de 1943, el comandante del ejército italiano en Malles, el general Angelo Polli fue el primero capturado entre los oficiales italianos por un grupo de las fuerzas especiales de las SS y llevado a los campos del exterminio alemán.

## Monumentos y personajes
Malles es famosa en particular por sus iglesias y campanarios románicos, siendo interesantes:
- La Abbazia di Monte Maria en Burgusio, convento benedictino, que data de alrededor del año 1200
- El Castillo del Príncipe (en alemán, Fürstenburg), en Burgusio
- Iglesia de San Benedetto, famosa por los frescos de época carolingia.

Fue el lugar de nacimiento del compositor Johann Rufinatscha (1 de octubre de 1812 - Viena, 1893).

## Evolución demográfica
| Gráfica de evolución demográfica de Malles Venosta entre 1861 y 2001 |
|                                                                      |
| Fuente ISTAT - elaboración gráfica de Wikipedia                      |

- Wikimedia Commons alberga una categoría multimedia sobre Malles Venosta.

- Datos: Q427187
- Multimedia: Mals / Q427187

1. ↑  Worldpostalcodes.org, código postal n.º 39024.
2. ↑  «Codici Catastali». Comuni-italiani.it (en italiano). Consultado el 29 de abril de 2017.